# Ignon
Cet article possède un paronyme, voir Lignon.
L'Ignon est une rivière du nord-est de la France. C'est un affluent de la Tille, donc un sous-affluent de la Saône et du Rhône.

## Géographie
La longueur de son cours d'eau est de 44,2 km.
Il prend sa source à l'amont de Poncey-sur-l'Ignon sur le plateau de Langres en Côte-d'Or et à moins de deux kilomètres au sud-est de la source de la Seine.
L'Ignon conflue en rive droite de la Tille à Til-Châtel, à 264 m d'altitude, à moins de 500 mètres du château.

### Communes traversées

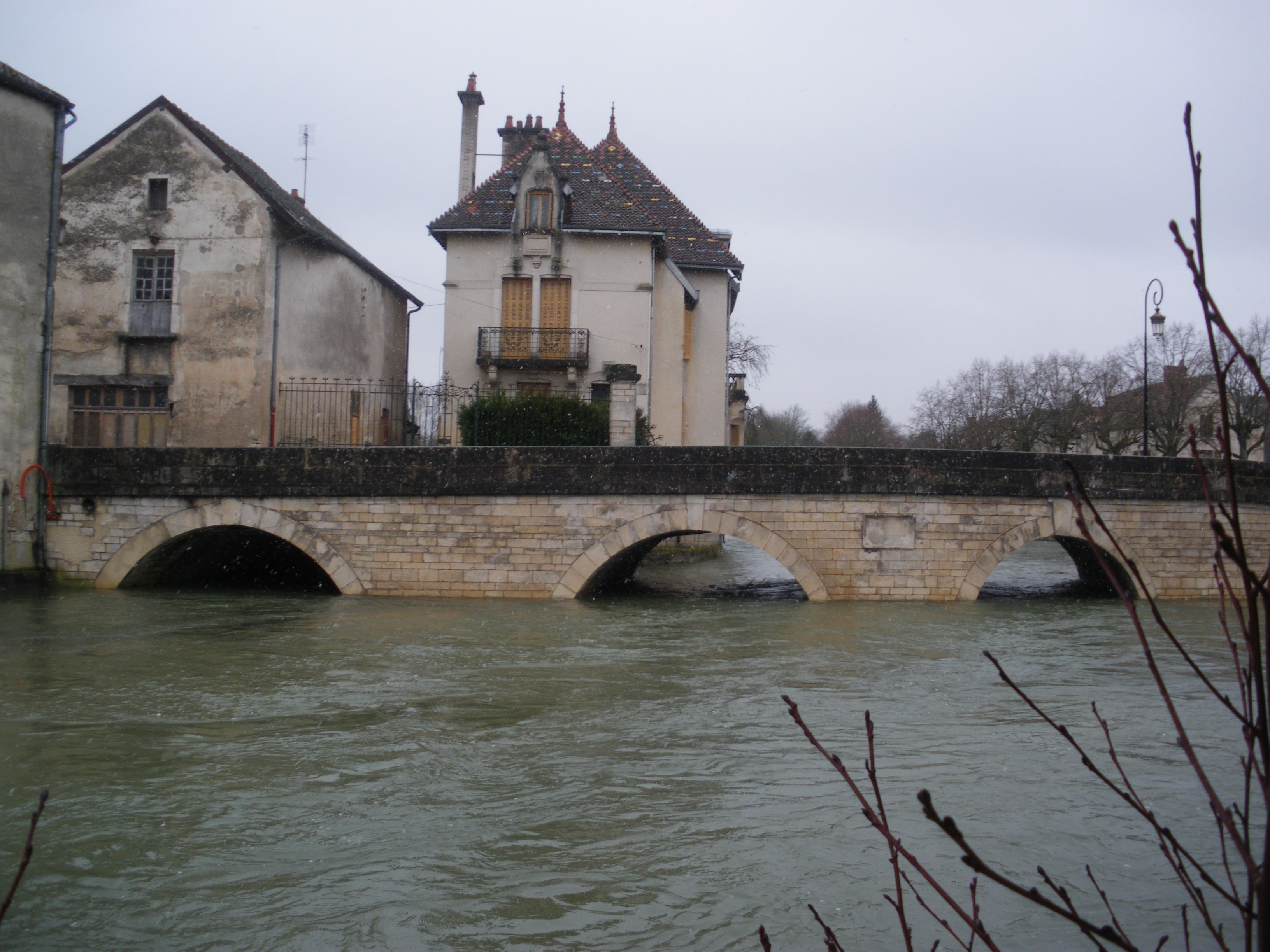
L'Ignon à Is-sur-Tille au 1er janvier 2010.

Dans le seul département de la Côte-d'Or (21), l'Ignon traverse treize communes
- dans le sens amont vers aval : Poncey-sur-l'Ignon (source), Pellerey, Lamargelle, Frénois, Moloy, Courtivron, Tarsul, Saulx-le-Duc[notes 1], Villecomte, Diénay, Is-sur-Tille, Marcilly-sur-Tille, Til-Châtel (confluence).

### Bassin versant
L'ignon traverse une seule zone hydrographique dite 'L'Ignon' (U121) de 378 km2. Ce bassin versant est composé à 58,90 % de « forêts et milieux semi-naturels », à 38,66 % de « territoires agricoles », et à 2,26 % de « territoires artificialisés ».

## Affluents
L'Ignon a trois affluents référencés :
- l'Ougne (rg) 13,2 km qui passe par Saint-Seine-l'Abbaye
- le ruisseau de Léry (rg) 8 km
- le Riot (rd) 2,6 km.

Géoportail rajoute :
- le Ru de Saint-Seine (rg)[réf. nécessaire]

## Hydrologie

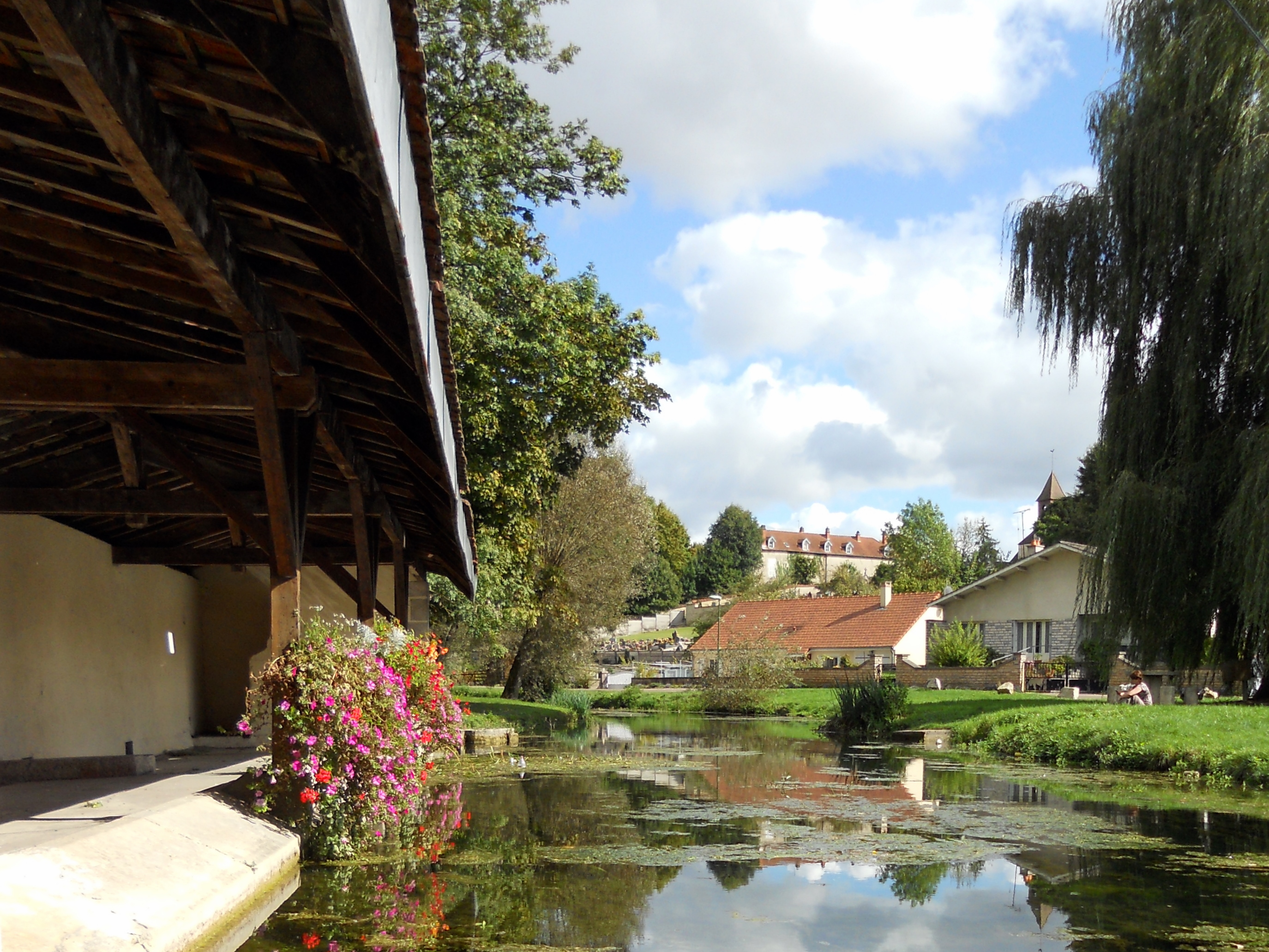
L'Ignon à Marcilly-sur-Tille avec un lavoir à gauche en septembre 2011.

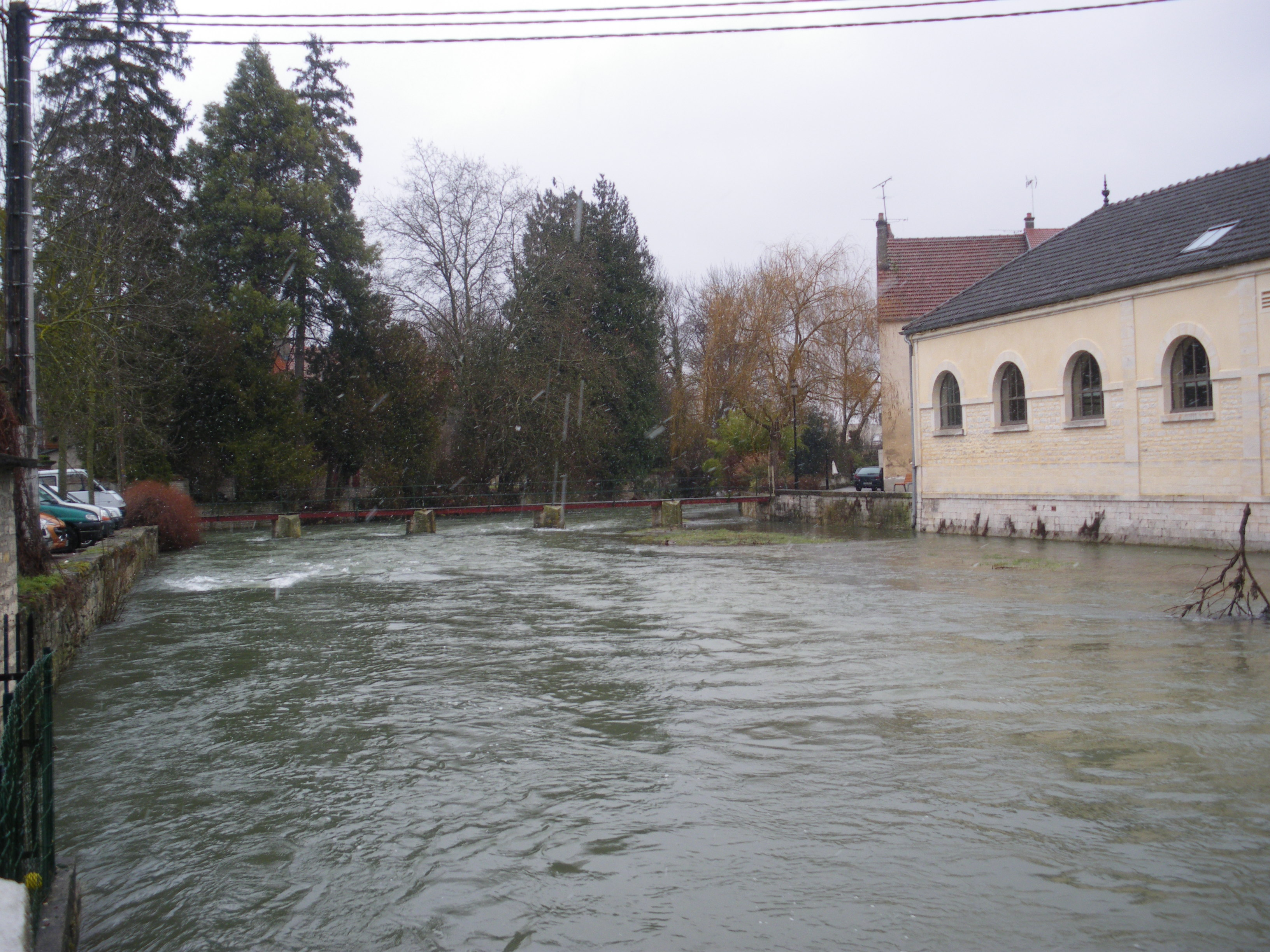
L'Ignon à l'Is-sur-Tille au 1er janvier 2010.

Le débit de l'Ignon a été observé sur une période de 22 ans (1985-2007), à Villecomte, localité de Côte-d'Or située à peu de distance de son confluent avec la Tille. À cet endroit, à 291 m d'altitude, le bassin versant de la rivière est de 304 km2, soit 80 % de la totalité du bassin versant de 378 km2.
Le module de la rivière à Villecomte est de 3,39 m3/s.
L'Ignon présente des fluctuations saisonnières de débit assez importantes, avec des hautes eaux d'hiver portant le débit mensuel moyen au niveau de 5,5 à 7,0 m3/s, de décembre à début avril inclus (avec un maximum en janvier-février), et des basses eaux d'été de juillet à octobre, avec une baisse du débit moyen mensuel jusqu'à 0,268 m3/s au mois d'août.

### Étiage ou basses-eaux
Le VCN3 peut chuter jusque zéro, en cas de période quinquennale sèche, et le cours d'eau tomber à sec.

### Crues
Les crues sont relativement importantes. En effet, le débit instantané maximal enregistré a été de 47,5 m3/s le 10 mars 2006, tandis que la valeur journalière maximale était de 45,9 m3/s le même jour. Le QIX 10 est de 45 m3/s, le QIX 20 de 50 m3/s et le QIX 50 de 55 m3/s . Les QIX 2 et QIX 5 valent quant à eux respectivement 33 et 40 m3/s.

### Lame d'eau et débit spécifique
Au total, l'Ignon est une rivière petite mais, hormis l'été, assez abondante, bien alimentée par les précipitations moyennes substantielles. La lame d'eau écoulée dans son bassin versant est de 358 millimètres annuellement, ce qui est supérieur à la moyenne d'ensemble de la France, mais reste bien inférieur à la moyenne du bassin de la Saône (501 millimètres). Le débit spécifique (ou Qsp) se monte à 11,3 litres par seconde et par kilomètre carré de bassin.